# 60 let
60 let je kompilacijski album Big Banda RTV Slovenija.
Skladbe so bile posnete med letoma 1974 in 2004 v studijih 14 in 26 RTV Slovenija.
Album je izšel marca 2005.

## Seznam skladb
| Št.             | Naslov            | Pisec           | Posneto leta    | Dolžina |
| --------------- | ----------------- | --------------- | --------------- | ------- |
| 1.              | „41°C vročine‟    | B. Adamič       | 1977            | 3:46    |
| 2.              | „Clarinetude‟     | A. Soss         | 1974            | 4:46    |
| 3.              | „Rožnik‟          | J. Privšek      | 1988            | 4:09    |
| 4.              | „Porednež‟        | J. Privšek      | 1988            | 3:50    |
| 5.              | „Prostranost‟     | J. Gregorc      | 1995            | 9:05    |
| 6.              | „Digital Rain‟    | L. Krajnčan     | 1998            | 6:06    |
| 7.              | „Voda in pesek‟   | M. Lazar        | 1999            | 6:42    |
| 8.              | „Out Of Junction‟ | E. Spruk        | 2004            | 12:19   |
| 9.              | „Catch Da Buzz‟   | T. Tomšič       | 2003            | 6:45    |
| 10.             | „Inspirations‟    | M. Mikuletič    | 2003            | 5:00    |
| 11.             | „Cab Bop‟         | I. Lunder       | 2004            | 4:32    |
| Skupna dolžina: | Skupna dolžina:   | Skupna dolžina: | Skupna dolžina: | 67:26   |

## Sodelujoči
Dirigenti
- Bojan Adamič – pri posnetku 1
- Jože Privšek – pri posnetkih 2–4
- Janez Gregorc – pri posnetku 5
- Lojze Krajnčan – pri posnetku 6
- Milko Lazar – pri posnetku 7
- Emil Spruk – pri posnetku 8
- Tadej Tomšič – pri posnetku 9
- Matjaž Mikuletič – pri posnetku 10
- Igor Lunder – pri posnetku 11

Solisti
- Tone Janša – tenorski saksofon na posnetku 1
- Ati Soss – klarinet na posnetku 2
- Silvester Stingl – klavir na posnetku 2
- Andy Arnol – tenorski saksofon na posnetku 3
- Lojze Krajnčan – evfonij na posnetku 4
- Milko Lazar – sopranski saksofon na posnetku 5
- Primož Grašič – kitara na posnetku 6
- Dominik Krajnčan – krilnica na posnetku 7, trobenta na posnetku 11
- Blaž Jurjevčič – klavir na posnetkih 8–10
- Jani Moder – kitara na posnetku 8
- David Jarh – trobenta na posnetku 9
- Viktor Palić – bobni na posnetku 9
- Tadej Tomšič – tenorski saksofon na posnetku 10
- Aleš Suša – altovski saksofon na posnetku 11